# 宁文彤
宁文彤（1969年9月13日—），男，北京人，中国大陆演员。代表作有电视剧《琅琊榜》紀王、《打狗棍》、《大秧歌》、《香蜜沉沉燼如霜》花界一老胡(胡蘿蔔)、《射雕英雄传》周伯通、《倚天屠龍記》胡青牛、《關於唐醫生的一切》等。